# Stegoelmis fera
Stegoelmis fera là một loài bọ cánh cứng trong họ Elmidae. Loài này được Spangler miêu tả khoa học năm 1990.